# Долгоносы
Долгоносы (укр. Довгоноси) — село в Люблинецкой поселковой общине Ковельского района Волынской области Украины.
Код КОАТУУ — 0722155701. Население по переписи 2001 года составляет 471 человек. Почтовый индекс — 45034. Телефонный код — 3352. Занимает площадь 0,081 км².